# Krzysztof Strzelec
Krzysztof Strzelec (ur. 25 lipca 1964 w Stalowej Woli) – polski piłkarz występujący na pozycji pomocnika i napastnika.

## Życiorys
Wychowanek Stali Stalowa Wola, na której treningi uczęszczał od 1973 roku. W 1982 roku został włączony do pierwszego zespołu. Zadebiutował w meczu z Resovią. W 1987 roku awansował z klubem do I ligi. W sezonie 1987/1988 rozegrał w I lidze 20 meczów, zdobywając jedną bramkę, jednak jego klub spadł wówczas z ligi. W 1991 roku ponownie awansował z klubem do I ligi. Po meczu ze Stalą Mielec (1:1) popadł w konflikt z trenerem Marianem Geszke, a po odmówieniu podjęcia treningów z zespołem rezerw został zwolniony z klubu. Następnie został zawodnikiem Karpat Krosno, z którymi w 1992 roku awansował do II ligi. W II lidze w barwach tego klubu rozegrał 29 meczów. W 1993 roku, dzięki zielonej karcie, wyemigrował do Stanów Zjednoczonych. Do 1995 roku był piłkarzem Connecticut Wolves, którego trenerem był w tym czasie Leszek Wrona. Zajmował się ponadto sprzątaniem biur, cięciem drewna i konserwacją tanków paliwowych.

## Statystyki ligowe
| Sezon         | Klub              | Liga    | Mecze | Gole |
| ------------- | ----------------- | ------- | ----- | ---- |
| 1987/1988     | Stal Stalowa Wola | I liga  | 20    | 1    |
| 1988/1989     | Stal Stalowa Wola | II liga | 20    | 1    |
| 1989/1990     | Stal Stalowa Wola | II liga | 24    | 1    |
| 1990/1991     | Stal Stalowa Wola | II liga | 29    | 0    |
| 1991/1992 (j) | Stal Stalowa Wola | I liga  | 1     | 0    |
| 1992/1993     | Karpaty Krosno    | II liga | 26    | 1    |
| 1993/1994 (j) | Karpaty Krosno    | II liga | 3     | 0    |